# Les Bleus se mettent au vert
Les Bleus se mettent au vert est la cinquante-huitième histoire de la série Les Tuniques bleues de Willy Lambil et Raoul Cauvin. Elle est publiée en album le 31 octobre 2014.

## Résumé
Les soldats souffrant de graves carences en produits frais sont exposés à des problèmes de santé, par exemple le scorbut. Il faut donc approvisionner les troupes en denrées agricoles.
Le médecin demande alors au Général Alexander d'envoyer des hommes aller chercher des navets, des choux, etc. Le sergent Chesterfield est donc convoqué, et doit aller chercher ceux-ci avec le caporal Blutch. Il se croit malheureux, car il pensait affronter l'ennemi sur le champ de bataille. Quand le caporal apprend qu'il a de nouveau une mission à accomplir, il demande au sergent ce qu'ils doivent faire, mais quand ce dernier lui annonce cette mission, la caporal, n'aimant pas les affrontements, se voit ravi d'être au plus loin du champ de bataille.
Les deux soldats partent alors chercher ces denrées. Le sergent demande toujours à Blutch de faire demi-tour. En arrivant à une colline, ce dernier dit à Blutch que ce sera la dernière chance pour trouver des denrées. Par miracle, il y a toute une plantation. Mais le fermier demande que son fils et ses chevaux reviennent pour que l'armée prenne de ses fruits et légumes.
En repartant, le sergent souhaite qu'ils fassent demi-tour, mais Blutch dit que ce ne sera pas lui qui sera jugé par le général Alexander, quand il racontera que c'est de la faute du sergent s'ils n'ont pas abouti à leurs recherches. Ils repartent donc chercher de la nourriture.
La deuxième fois, ils tombent sur un fermier, qui leur dit de se servir. Quand ils finissent de charger le chariot, Blutch dit “Comment vous remercier”. Le fermier répond alors par de l'argent, sauf que le sergent et le caporal n'en ont pas. Ils doivent donc décharger, car le fermier prend une fourche et la met devant en criant “Déchargez !”.
La troisième fois, ils rencontrent un fermier, qui leur dit une nouvelle fois de se servir. Cette fois-ci, ils font la rencontre d'un sudiste, qui leur propose de faire une trêve. En allant chercher des pommes, il se rend compte que le sudiste qui l'accompagne n'est autre que Cancrelat. Comme celui-ci n'a qu'une envie, d'embrocher les deux nordistes, le supérieur sudiste lui parle. Mais ils montent derrière eux un coup, même si Blutch se méfie car Cancrelat dit toujours “Yêk yêk yêk”. En repartant, le sudiste leur propose de passer la nuit dans cette ferme car le soleil se couchera une heure plus tard. Mais pendant cette nuit, ils se font ligoter par les deux sudistes, qui prennent les deux chariots, le nordiste et le sudiste, ainsi que leur contenu. Le sergent Chesterfield se voit contraint de partir, mais le fermier leur donne une brouette de quoi rapporter quand même quelques denrées.
De retour au camp, le sergent explique tout au général, et il les enferme le temps de régler leur sort. Le dentiste venu en aide demande au général de les prendre comme assistants, car Alexander avait dit qu'à tout moment, il pouvait lui demander quelque chose après que le dentiste a soigné sa dent.
À la fin, le dentiste part car tout un train arrive, et le sergent ainsi que le caporal deviennent ses assistants.

## Personnages
- Sergent Chesterfield
- Caporal Blutch
- Cancrelat